# Wachau

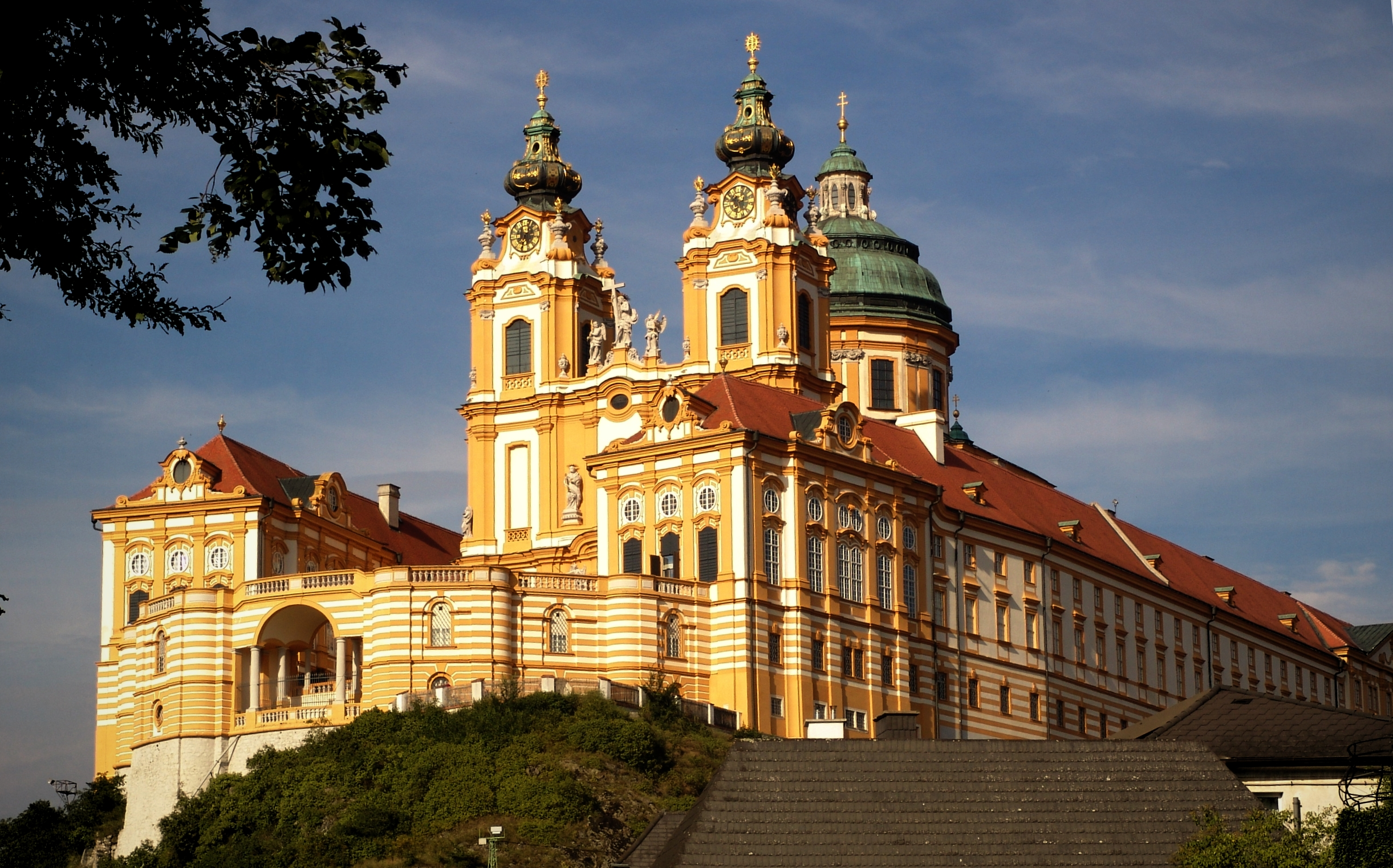
Stift Melk, Wachau

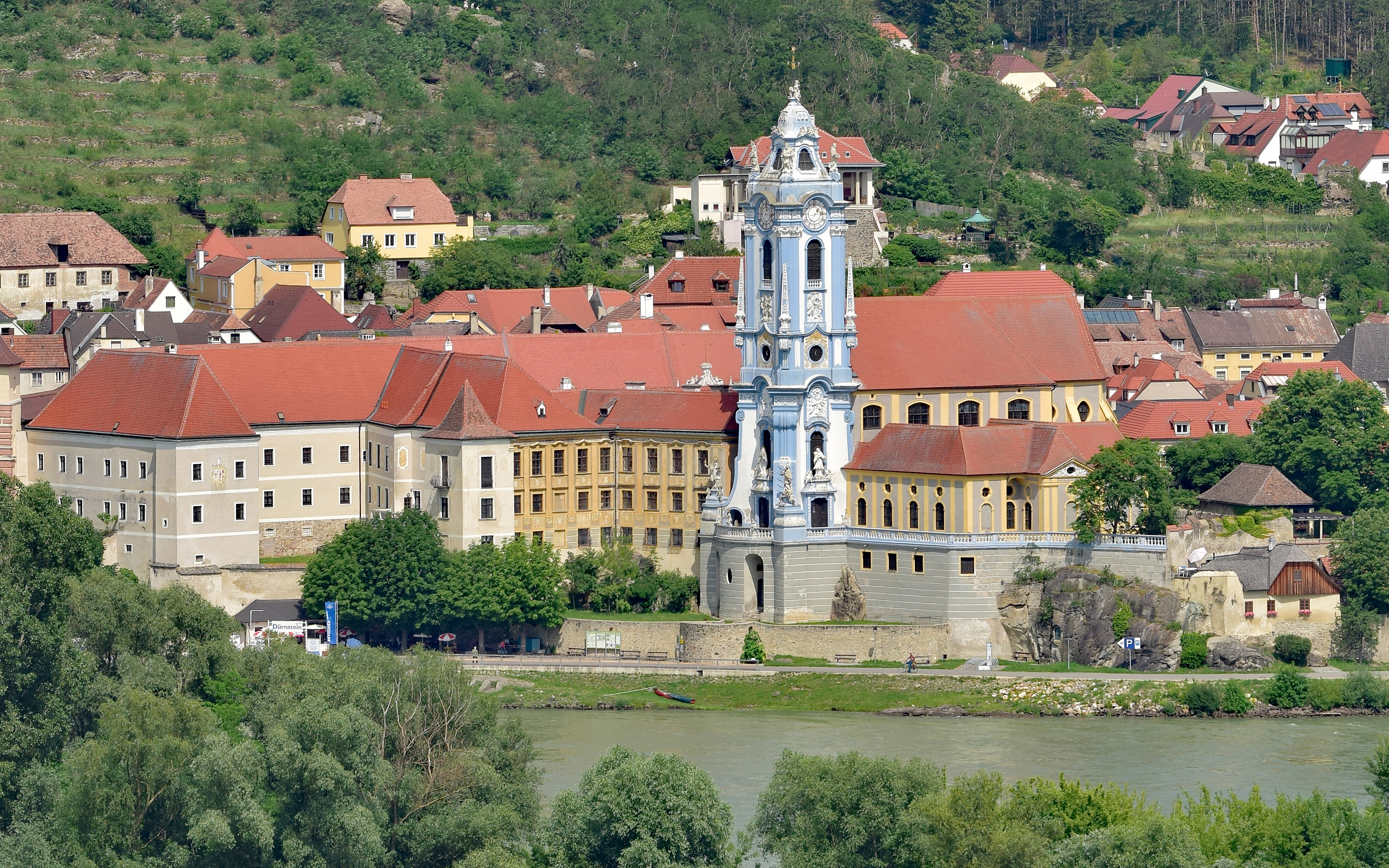
Dürnstein, Wachau

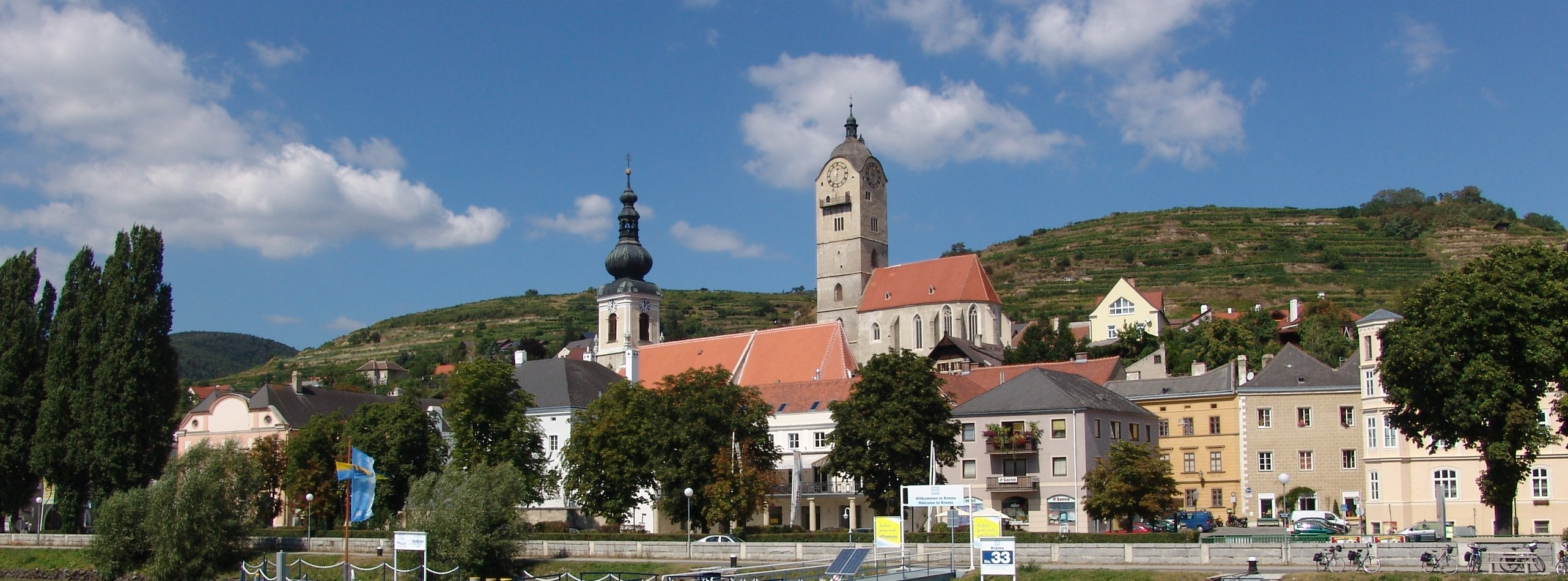
Krems an der Donau

Wachau är en dalgång och ett känt vindistrikt i nordöstra Österrike. I dalgången flyter floden Donau fram, mellan städerna Melk och Krems an der Donau i Österrikes låglandsområde. Wachaudalen är 30 km lång och har varit befolkad sedan förhistorisk tid. En välkänd plats och turistmagnet är Dürnstein, där kung Rikard I Lejonhjärta hölls fången av hertig Leopold V av Österrike.
2000 blev Wachau uppsatt på Unescos världsarvslista.